# Důl Hlavní jáma
Důl Hlavní jáma je bývalý důl v Orlové, který byl v činnosti v letech 1848–1968. Důlní pole mělo rozlohu 279 ha a těžilo se především z doubravských a sušských vrstev.

## Historie
V roce 1848 začalo Orlovsko-Lazecké těžířstvo hloubit šachtu Bedřich-Egon. Důl měl původně pouze dřevěné výztuže. V roce 1863 prošel rekonstrukcí, při které byla jáma vyzděna a prohloubena na úroveň 125 metrů. V tomto roce došlo k přejmenování na Hlavní jáma (Hauptschacht). Těžní jáma měla dvě oddělení, každé se samostatným těžním strojem (600 a 385 koňských sil). V roce 1853 převedlo Orlovsko-Lazecké těžířstvo důl na Olomouckého arcibiskupa Bedřicha z Fürstenberka, později přímo na Olomoucké arcibiskupství. V roce 1867 prodalo Olomoucké arcibiskupství doly v Orlové společnosti Těžířstvo Kamenouhelné závody, a.s. Doubrava, které patřilo bratrům Gutmannům a Ignáci Voráčkovi. V roce 1883 byla Stará strojní jáma, která byla založena v letech 1835–1838 spolu s Schwabenschacht a Mühsahmschaft, přičleněna k dolu jako výdušná jáma.
V roce 1899 měl důl hloubku 493 metrů, původní Stará strojní jáma měla 354 metrů. V roce 1903 byla zřízená druhá výdušná jáma (Hájíčky).
Hornické kolonie dolu
| kolonie            | výstavba/existence | počet domů | poznámka  |
| ------------------ | ------------------ | ---------- | --------- |
| Pod starou mašinou | 1856–1860          | 5          |           |
| Hořovského         | 1890–1903          | 7          |           |
| Rozbrojovou        | 1894–1914          | 13         |           |
| Poláškovou         | 1885–1896          | 8          | úřednická |
| Pod lípou          | 1901–1924          | 14         | úřednická |

Důl měl v roce 1929 8 pater, ovšem 4 patra již byla vytěžená (1.-4.patro), 5. patro bylo těžní, na 6. a 7. se prováděly přípravy (na 7.patře byla hl. čerpací stanice) a 8. patro bylo zatopeno (po 8. patro nebyla jáma vystrojena). Těžba na dole byla ukončena k 1.1. 1932 a pole dolu bylo připojeno k dalšímu dolu v koncernu - Nové jámě. Od té doby je důl pouze výdušnou jámou a veškerý vývoj je spojen s Novou jámou.
V roce 1933 prodali bratři Guttmannové doly České obchodní společnosti (ve spolupráci s Živnobankou). V této době došlo k prodloužení železniční vlečky k dolu.
V roce 1952 došlo k likvidaci výdušné jámy Hájíčky, v roce 1968  byl důl zlikvidován a byly zlikvidovány povrchové objekty.